# Arno Kempf
Arno Kempf (* 1965 in Offenburg) ist ein deutscher Schauspieler.
Er absolvierte seine Ausbildung an der Hochschule für Musik und darstellende Kunst Graz. Seitdem war er unter anderem Ensemblemitglied an Theatern in Essen, Graz, Tirol, Bad Vilbel und Klingenberg. Hinzu kommen zahlreich Haupt- und Episodenrollen in Filmen und Serien.

## Filmografie (Auswahl)
- 1998: Anwälte der Toten – Blutsbrüder
- 1998: Balko
- 1999: Tatort – Kriegsspuren
- 1999: Der Clown
- 2000: SK Kölsch – Ruhe in Frieden
- 2000: Die Wache
- 2001: Mein erstes Wunder
- 2001: Die Kumpel
- 2002: E-mail Express
- 2004: Halt durch, Paul!
- 2004: Die Camper
- 2001: Wilsberg und der Mord ohne Leiche
- 2004: Alarm für Cobra 11 – Die Autobahnpolizei (Actionserie) – Folge: Feuer und Flamme
- 2004: SOKO Köln
- 2005: Wilsberg: Todesengel
- 2005: Nicht von dieser Welt
- 2005: Neger, Neger, Schornsteinfeger!
- 2005–2006: Sophie – Braut wider Willen als Heinrich Fischer, Folgen 1–65
- 2006: Pribislaw
- 2006–2007: Alles was zählt als Frank Horn, Folgen 77–188
- 2007: Dr. Psycho – Die Bösen, die Bullen, meine Frau und ich
- 2007: Stolberg – Toter Engel
- 2008: 112 – Sie retten dein Leben
- 2010: Alarm für Cobra 11 – Die Autobahnpolizei (Actionserie) – Folge: Turbo & Tacho
- 2010: Das geteilte Glück
- 2010: Sascha
- 2011: Alarm für Cobra 11 – Die Autobahnpolizei (Actionserie) – Folge: Toter Bruder
- 2012: Heiter bis tödlich – Henker & Richter (Krimiserie, 1 Folge)
- 2012: Lindenstraße (Fernsehserie, 1 Folge)
- 2012: Transpapa
- 2013: Heldt (Fernsehserie) – Folge: Endlich frei!
- 2013: Schneewittchen muss sterben (Taunuskrimi)
- 2013: Verbotene Liebe (Seifenoper, 1 Folge)
- 2014: SOKO Köln (Kriminalserie) – Folge: Schutzengel

## Theater (Auswahl)
- 1992–1996: Theater Hof
- 1997: Württembergische Landesbühne Esslingen
- 1999–2002: Schauspiel Essen
- 1999, 2002: Clingenburg-Festspiele
- 2004–2005: Tiroler Landestheater Innsbruck
- 2005: Burgfestspiele Bad Vilbel
- 2007: See-Burgtheater Kreuzlingen
- 2006–2008: Westfälisches Landestheater